# Alpiner Far East Cup 2023/24
Die Saison 2023/24 des alpinen Far East Cups fand zwischen dem 5. Dezember 2023 und dem 29. Februar 2024 statt. Sie gehörte – wie die anderen Kontinentalrennserien der FIS – zum Unterbau des Weltcups. Es sollten ursprünglich 18 Rennen bei den Herren als auch bei den Damen an jeweils 5 verschiedenen Orten ausgetragen werden. Erstmals seit der Saison 2018/19 wurden dabei Rennen in der Volksrepublik China ausgetragen werden. Auch wurden erstmals seit der Saison 2018/19 wieder Super-Gs ausgetragen. Zudem standen erstmals Abfahrten auf dem Programm.

## Cupwertungen

### Gesamt
| Rang | Athlet          | Punkte |
| ---- | --------------- | ------ |
| 1    | Ryoma Katayama  | 539    |
| 2    | Jinro Kirikubo  | 534    |
| 3    | Ryuma Sato      | 508    |
| 4    | Jung Dong-hyun  | 400    |
| 4    | Takayuki Koyama | 400    |
| 6    | Park Je-Yun     | 390    |
| 7    | Piotr Habdas    | 344    |
| 8    | Takashi Shioiri | 335    |
| 9    | Michał Jasiczek | 315    |
| 10   | Shintaro Sato   | 306    |

| Rang | Athletin        | Punkte |
| ---- | --------------- | ------ |
| 1    | Gim So-hui      | 615    |
| 2    | Eren Watanabe   | 606    |
| 3    | Mikoto Onishi   | 605    |
| 4    | Chisaki Maeda   | 480    |
| 5    | Ayano Yokoo     | 409    |
| 6    | Yoko Ishijima   | 387    |
| 6    | Hinata Fukasawa | 387    |
| 8    | Yui Ishizuka    | 322    |
| 9    | Miho Mizutani   | 320    |
| 10   | Seika Kotsugai  | 309    |

### Abfahrt
| Rang | Athlet         | Punkte |
| ---- | -------------- | ------ |
| 1    | Xu Mingfu      | 200    |
| 2    | Jinro Kirikubo | 140    |
| 3    | Ryoma Katayama | 112    |
| 4    | Yusaku Naoe    | 96     |
| 5    | Zhang Yangming | 90     |

| Rang | Athletin        | Punkte |
| ---- | --------------- | ------ |
| 1    | Hinata Fukasawa | 200    |
| 2    | Mikoto Onishi   | 160    |
| 3    | Song Wenmiao    | 100    |
| 4    | Ding Jie        | 82     |
| 5    | Fan Lin         | 81     |

### Super-G
| Rang | Athlet         | Punkte |
| ---- | -------------- | ------ |
| 1    | Jinro Kirikubo | 160    |
| 2    | Ryoma Katayama | 160    |
| 3    | Yusaku Naoe    | 150    |
| 4    | Zhang Yangming | 100    |
| 5    | Jiang Han      | 82     |

| Rang | Athletin        | Punkte |
| ---- | --------------- | ------ |
| 1    | Mikoto Onishi   | 200    |
| 2    | Hinata Fukasawa | 160    |
| 3    | Wang Meixia     | 95     |
| 4    | Fan Lin         | 86     |
| 5    | Ding Jie        | 80     |

### Riesenslalom
| Rang | Athlet           | Punkte |
| ---- | ---------------- | ------ |
| 1    | Shintaro Sato    | 220    |
| 2    | Jung Dong-hyun   | 200    |
| 3    | Ryoma Katayama   | 150    |
| 4    | Takashi Shioiri  | 146    |
| 5    | Hayata Wakatsuki | 136    |

| Rang | Athletin       | Punkte |
| ---- | -------------- | ------ |
| 1    | Ayano Yokoo    | 190    |
| 2    | Gim So-hui     | 165    |
| 3    | Eren Watanabe  | 160    |
| 4    | Miho Mizutani  | 152    |
| 5    | Shizuku Hirota | 146    |

### Slalom
| Rang | Athlet           | Punkte |
| ---- | ---------------- | ------ |
| 1    | Takayuki Koyma   | 400    |
| 2    | Park Je-Yun      | 374    |
| 3    | Michał Jasiczek  | 315    |
| 4    | Jedrzej Jasiczek | 281    |
| 5    | Akira Sasaki     | 271    |

| Rang | Athletin      | Punkte |
| ---- | ------------- | ------ |
| 1    | Chisaki Maeda | 480    |
| 2    | Gim So-hui    | 450    |
| 3    | Eren Watanabe | 446    |
| 4    | Yoko Ishijima | 334    |
| 5    | Mikayla Smyth | 280    |

## Podestplatzierungen Herren

### Abfahrt
| Datum      | Ort           | 1. Platz  | 2. Platz       | 3. Platz       |
| ---------- | ------------- | --------- | -------------- | -------------- |
| 07.01.2024 | Yanqing (CHN) | Xu Mingfu | Jinro Kirikubo | Yusaku Naoe    |
| 08.01.2024 | Yanqing (CHN) | Xu Mingfu | Ryoma Katayama | Jinro Kirikubo |

### Super-G
| Datum      | Ort           | 1. Platz       | 2. Platz       | 3. Platz       |
| ---------- | ------------- | -------------- | -------------- | -------------- |
| 10.01.2024 | Yanqing (CHN) | Yusaku Naoe    | Ryoma Katayama | Jinro Kirikubo |
| 11.01.2024 | Yanqing (CHN) | Jinro Kirikubo | Ryoma Katayama | Zhang Yangming |

### Riesenslalom
| Datum      | Ort               | 1. Platz        | 2. Platz        | 3. Platz        |
| ---------- | ----------------- | --------------- | --------------- | --------------- |
| 05.12.2023 | Wanglong (CHN)    | Jung Dong-hyun  | Shintaro Sato   | Ryoma Katayama  |
| 06.12.2023 | Wanglong (CHN)    | Jung Dong-hyun  | Takashi Shioiri | Shintaro Sato   |
| 05.02.2024 | Yongpyong (KOR)   | Rennen abgesagt | Rennen abgesagt | Rennen abgesagt |
| 06.02.2024 | Yongpyong (KOR)   | Rennen abgesagt | Rennen abgesagt | Rennen abgesagt |
| 27.02.2024 | Sugadairako (JPN) | Rennen abgesagt | Rennen abgesagt | Rennen abgesagt |
| 28.02.2024 | Sugadairako (JPN) | Ralph Seidler   | Shintaro Sato   | Kei Koyama      |

### Slalom
| Datum      | Ort                   | 1. Platz                      | 2. Platz                      | 3. Platz                      |
| ---------- | --------------------- | ----------------------------- | ----------------------------- | ----------------------------- |
| 07.12.2023 | Wanglong (CHN)        | Jung Dong-hyun                | Park Je-Yun                   | Takayuki Koyma                |
| 08.12.2023 | Wanglong (CHN)        | Jung Dong-hyun                | Akira Sasaki                  | Taiga Mikami                  |
| 01.02.2024 | Alpensia Resort (KOR) | Rennen nach Yongpyong verlegt | Rennen nach Yongpyong verlegt | Rennen nach Yongpyong verlegt |
| 02.02.2024 | Alpensia Resort (KOR) | Rennen nach Yongpyong verlegt | Rennen nach Yongpyong verlegt | Rennen nach Yongpyong verlegt |
| 01.02.2024 | Yongpyong (KOR)       | Takayuki Koyma                | Park Je-Yun                   | Shiro Aihara                  |
| 02.02.2024 | Yongpyong (KOR)       | Michał Jasiczek               | Jedrzej Jasiczek              | Takayuki Koyma                |
| 07.02.2024 | Yongpyong (KOR)       | Takayuki Koyma                | Piotr Habdas                  | Park Je-Yun                   |
| 08.02.2024 | Yongpyong (KOR)       | Piotr Habdas                  | Michał Jasiczek               | Jedrzej Jasiczek              |
| 29.02.2024 | Sugadairako (JPN)     | Yōhei Koyama                  | Ralph Seidler                 | Lucas Rohrmoser               |
| 29.02.2024 | Sugadairako (JPN)     | Yōhei Koyama                  | Takayuki Koyma                | Ralph Seidler                 |

## Podestplatzierungen Damen

### Abfahrt
| Datum      | Ort           | 1. Platz        | 2. Platz      | 3. Platz     |
| ---------- | ------------- | --------------- | ------------- | ------------ |
| 07.01.2024 | Yanqing (CHN) | Hinata Fukasawa | Mikoto Onishi | Ma Yongqi    |
| 08.01.2024 | Yanqing (CHN) | Hinata Fukasawa | Mikoto Onishi | Song Wenmiao |

### Super-G
| Datum      | Ort           | 1. Platz      | 2. Platz        | 3. Platz     |
| ---------- | ------------- | ------------- | --------------- | ------------ |
| 10.01.2024 | Yanqing (CHN) | Mikoto Onishi | Hinata Fukasawa | Ma Yongqi    |
| 11.01.2024 | Yanqing (CHN) | Mikoto Onishi | Hinata Fukasawa | Zhang Yuying |

### Riesenslalom
| Datum      | Ort               | 1. Platz        | 2. Platz        | 3. Platz        |
| ---------- | ----------------- | --------------- | --------------- | --------------- |
| 05.12.2023 | Wanglong (CHN)    | Mikoto Onishi   | Eren Watanabe   | Gim So-hui      |
| 06.12.2023 | Wanglong (CHN)    | Ayano Yokoo     | Miho Mizutani   | Gim So-hui      |
| 05.02.2024 | Yongpyong (KOR)   | Rennen abgesagt | Rennen abgesagt | Rennen abgesagt |
| 06.02.2024 | Yongpyong (KOR)   | Rennen abgesagt | Rennen abgesagt | Rennen abgesagt |
| 27.02.2024 | Sugadairako (JPN) | Rennen abgesagt | Rennen abgesagt | Rennen abgesagt |
| 28.02.2024 | Sugadairako (JPN) | Shizuku Hirota  | Eren Watanabe   | Hina Honda      |

### Slalom
| Datum      | Ort                   | 1. Platz                      | 2. Platz                      | 3. Platz                      |
| ---------- | --------------------- | ----------------------------- | ----------------------------- | ----------------------------- |
| 07.12.2023 | Wanglong (CHN)        | Eren Watanabe                 | Yoko Ishijima                 | Miho Mizutani                 |
| 08.12.2023 | Wanglong (CHN)        | Mikayla Smyth                 | Gim So-hui                    | Eren Watanabe                 |
| 01.02.2024 | Alpensia Resort (KOR) | Rennen nach Yongpyong verlegt | Rennen nach Yongpyong verlegt | Rennen nach Yongpyong verlegt |
| 02.02.2024 | Alpensia Resort (KOR) | Rennen nach Yongpyong verlegt | Rennen nach Yongpyong verlegt | Rennen nach Yongpyong verlegt |
| 01.02.2024 | Yongpyong (KOR)       | Gim So-hui                    | Chisaki Maeda                 | Kang Young-seo                |
| 02.02.2024 | Yongpyong (KOR)       | Chisaki Maeda                 | Yoko Ishijima                 | Ayano Yokoo                   |
| 07.02.2024 | Yongpyong (KOR)       | Eren Watanabe                 | Chisaki Maeda                 | Yoko Ishijima                 |
| 08.02.2024 | Yongpyong (KOR)       | Eren Watanabe                 | Chisaki Maeda                 | Gim So-hui                    |
| 29.02.2024 | Sugadairako (JPN)     | Gim So-hui                    | Mikayla Smyth                 | Chisaki Maeda                 |
| 29.02.2024 | Sugadairako (JPN)     | Mikayla Smyth                 | Chisaki Maeda                 | Gim So-hui                    |